# Teià
Teià ist eine katalanische Gemeinde in der Provinz Barcelona im Nordosten Spaniens. Sie liegt in der Comarca Maresme.

## Geographie
Due Gemeinde Teià grenzt an die Gemeinden Alella, El Masnou, Premià de Dalt, Premià de Mar und Vallromanes.

## Persönlichkeiten
- Ian Barrufet Torrebejano (* 2004), Handballspieler